# 在マレーシア日本国大使館
在マレーシア日本国大使館（マレー語: Kedutaan Besar Jepun di Malaysia / Kedutaan Jepun di Malaysia、英語: Embassy of Japan in Malaysia）は、マレーシアの首都クアラルンプールにある日本の大使館。

## 沿革
- 1957年8月31日、マラヤ連邦が独立すると同時に日本が独立を承認し、日本とマラヤ連邦の間で外交関係が樹立される[2]
- 1957年11月16日、マラヤ連邦の首都クアラルンプールに在マラヤ連邦日本国大使館（マレー語: Kedutaan Besar Jepun di Kedutaan Besar Persekutuan Tanah Melayu / Kedutaan Jepun di Kedutaan Besar Persekutuan Tanah Melayu[1]、英語: Embassy of Japan in the Federation of Malaya）を開設することが定められる[3]
- 1963年9月16日、マラヤ連邦がシンガポール、サラワク王国（現・サラワク州）、英領北ボルネオ（現・サバ州）を糾合してマレーシアが成立する[4]
- 1964年5月11日、前年のマレーシア成立に伴い、在マラヤ連邦日本国大使館が在マレーシア日本国大使館（在マレイシア日本国大使館[5]）に改称される[6]

## 所在地
- No.11, Persiaran Stonor, Off Jalan Tun Razak, 50450 Kuala Lumpur[7]